# 夏商周年表
2000年，中国夏商周断代工程结题，该工程对盘庚迁殷至周共和元年（前841年）之间的君主进行了详细的断代，本处的年表，即为该工程的结果。不过，由于夏商周断代工程存在一些争议，该工程的最后报告繁本也一直未能通过。因此，本处的年表推定尚且无法代表历史学界目前对共和元年之前纪年断代问题的权威与共识。

## 夏代年表
（约前2070年－约前1600年）
禹、启、太康、中康、相、(羿、寒浞)、少康、杼、槐、芒、泄、不降、扃、廑、孔甲、皋、發、履癸（桀）

## 商代年表
（约前1600年－约前1046年）
- 汤、太丁、外丙、仲壬、太甲、沃丁、太庚、小甲、雍己、太戊、中丁、外壬、河亶甲、祖乙、祖辛、沃甲、祖丁、南庚、阳甲、盘庚（盘庚迁殷前） （约前1600年－约前1300年）
- 盘庚（盘庚迁殷后）、小辛、小乙 （前1300年－前1251年）
- 武丁 （前1250年－前1192年）
- 祖庚、祖甲、廪辛、庚丁 （前1191年－前1148年）
- 武乙 （前1147年－前1113年）
- 太丁（文丁） （前1112年－前1102年）
- 帝乙 （前1101年－前1076年）
- 帝辛（紂） （前1075年－前1046年）

### 元年
- 成汤  	前1661年
- 外丙  	前1649年
- 仲壬  	前1647年
- 太甲   	前1645年
- 沃丁  	前1633年
- 小庚  	前1614年
- 小甲  	前1609年
- 雍己  	前1592年
- 太宗太戊       前1580年
- 仲丁   	前1505年
- 外壬   	前1494年
- 河亶甲 	前1479年
- 中宗祖乙       前1470年
- 祖辛   	前1420年
- 沃甲   	前1404年
- 祖丁   	前1379年
- 南庚   	前1347年
- 阳甲   	前1318年
- 盘庚   	前1301年
- 小辛   	前1273年
- 小乙   	前1270年
- 武丁   	前1260年
- 祖庚   	前1201年
- 祖甲   	前1190年
- 冯辛   	前1157年
- 庚丁   	前1153年
- 武乙   	前1145年
- 太丁   	前1110年
- 帝乙   	前1094年
- 帝辛

## 西周年表
| 谥号                            | 本名                            | 「夏商周斷代工程」（2000）推算的西周年表 | 郭伟（2001?）推算的西周年表                | 林申（2011?）推算的西周年表                | 朱永棠（2012）推算的西周年表 | 張富祥（2013）《竹書紀年》與夏商周年代研究推算的西周年表 | 张鹏程（2019）推算的西周年表           |
| ------------------------------- | ------------------------------- | ---------------------------------------- | ------------------------------------------ | ------------------------------------------ | ---------------------------- | -------------------------------------------------------- | -------------------------------------- |
| 周文王                          | 昌 （西伯）                     |                                          | 約前1110年－約前1061年 （50年）            |                                            | 前1113年－前1062年 （50年）  |                                                          | 前1056年－前1047年（9年）              |
| 周武王                          | 发                              | 約前1046年－約前1043年 （4年）           | 約前1060年－約前1045年 （16年）            | 約前1054年－約前1042年 （12年）            | 前1061年－前1048年 （14年）  | 前1027年－前1026年 （2年）                               | 前1046年－前1043年 （文、武王共14年）  |
| 周成王                          | 诵                              | 約前1042年－約前1021年 （22年）          | 約前1044年－約前1008年 （37年）            | 約前1042年－約前1029年 （14年）            | 前1047年－前1011年 （37年）  | 前1025年－前1008年 （18年）                              | 前1042年－前1011年 （32年）            |
| 周成王                          | 诵                              | 約前1042年－約前1021年 （22年）          | 约前1043年－约前1037年，周公旦摄政 （7年） | 约前1042年－约前1036年，周公旦摄政 （7年） | 前1047年－前1011年 （37年）  | 前1025年－前1008年 （18年）                              | 前1042年－前1036年，周公旦摄政 （7年） |
| 周康王                          | 钊                              | 前1020年－前996年 （25年）               | 約前1007年－約前983年 （25年）             | 約前1028年－約前996年 （33年）             | 前1010年－前981年 （30年）   | 前1007年－前982年 （26年）                               | 前1010年－前992年 （19年）             |
| 周昭王                          | 瑕                              | 約前995年－約前977年 （19年）            | 約前982年－約前964年 （19年）              | 約前996年－約前977年 （20年）              | 前980年－前962年 （19年）    | 前981年－前963年 （19年）                                | 前991年－前958年 （34年）              |
| 周穆王                          | 满                              | 約前976年－約前922年 （55年）            | 約前963年－約前909年 （55年）              | 約前977年－約前923年 （55年）              | 前961年－前908年 （54年）    | 前962年－前924年 （39年）                                | 前957年－前918年 （40年）              |
| 周共王                          | 繄扈                            | 前922年－前900年 （23年）                | 約前909年－約前900年 （10年）              | 約前922年－約前900年 （23年）              | 前917年－前900年 （18年）    | 前923年－前900年 （24年）                                | 前917年－前900年 （18年）              |
| 周懿王                          | 囏                              | 前899年－前892年 （8年）                 | 約前899年－約前875年 （25年）              | 約前899年－約前893年 （7年）               | 前899年－前873年 （27年）    | 前899年－前882年 （18年）                                | 前899年－前888年 （12年）              |
| 周孝王                          | 辟方                            | 前891年－前886年 （6年）                 | 約前875年－約前870年 （6年）               | 約前893年－約前888年 （6年）               | 前872年－前863年 （10年）    | 前881年－前873年 （9年）                                 | 前887年－约前882年 （6年）             |
| 周夷王                          | 燮                              | 前885年－前878年 （8年）                 | 約前869年－約前858年 （12年）              | 約前887年－約前879年 （9年）               | 前862年－前854年 （9年）     | 前872年－前865年 （8年）                                 | 约前881年－前871年 （11年）            |
| 周厉王                          | 胡                              | 前877年－前841年 （37年）                | 約前857年－約前842年 （16年）              | 約前878年－約前844年 （35年）              | 前853年－前842年 （12年）    | 前864年－前842年 （23年）                                | 前870年－前837年 （34年）              |
| 共和 （一說为共伯和摄行天子政） | 共和 （一說为共伯和摄行天子政） | 前841年－前828年 （14年）                | 前841年－前828年 （14年）                  | 前844年－前832年 （13年）                  | 前841年－前828年 （14年）    | 前841年－前828年 （14年）                                | 前850年－前837年 （14年）              |
| 周宣王                          | 静                              | 前827年－前782年 （46年）                | 前828年－前782年 （46年）                  | 前831年－前786年 （46年）                  | 前827年－前782年 （46年）    | 前827年－前782年 （46年）                                | 前836年－前791年 （46年）              |
| 周幽王                          | 宫涅                            | 前781年－前771年 （11年）                | 前781年－前771年 （11年）                  | 前785年－前771年 （15年）                  | 前781年－前771年 （11年）    | 前781年－前771年 （11年）                                | 前790年－前780年 （11年）              |
| 携惠王                          | 余臣                            |                                          |                                            |                                            |                              |                                                          | 前779年－前759年 （21年）              |

## 延伸阅读
[在维基数据编辑]
 《史記/卷013》，出自司馬遷《史記》

1. ↑  郭伟. . （原始内容存档于2020-11-04）.
2. ↑  林申. . （原始内容存档于2021-04-26）.
3. ↑  朱永棠.  (PDF).
4. ↑  张鹏程. . （原始内容存档于2021-04-10）.
5. ↑  清华简《系年》：携王立二十一年，晋文侯杀携王于虢

1. ↑  受命元年
2. ↑  武王即位未改元，此年為該表文王在位最後一年
3. ↑  武王克商日为前1050年2月10日即夏历正月二十九、殷历二月甲子
4. ↑  武王克商日为前1044年3月10日即夏历二月初五
5. ↑  武王克商年为前1050年
6. ↑  武王即位未改元，此年為該表武王在位第一年
7. ↑  武王于前1046年（受命十一年）初次伐殷，观兵孟津而后归；于前1044年（受命十三年）1月9日（殷历二月甲子）克纣
8. ↑  自周受命至穆王百年
9. ↑  共王當年改元
10. ↑  假設夷王因病廢而遜位，次年（前864年）厲王初立而不稱元；至夷王十九年，即厲王初立之十一年，夷王去世，次年（前853年）厲王始正式即位稱元
11. ↑  共和當年改元
12. ↑  此說認為共和行政未改元，應納入厲王紀年
13. ↑  自武王伐殷至幽王二百五十七年
14. ↑  此說認為平王東遷為平王三年（他說多認為元年），即攜王十年，即770年